# 奧古斯塔A129野馬直升機
阿古斯塔韦斯特兰A129（AgustaWestland A129 Mangusta）是由意大利阿古斯塔韦斯特兰公司生产的攻擊直升機。

## 概述
A129“猫鼬”项目始于1978年，考虑到意大利在北约集体防卫中的地位，主要以削弱华约装甲部队为目标，作为当时欧洲唯一的专用武装直升机，其串列双座设计参考了贝尔AH-1眼镜蛇，采用AW109直升机上成功应用的四叶桨并针对双发布局作出改良，具有全天候作战能力，机身与旋叶可抵御12.7公厘弹。设计装备拖式反戰車导弹、厄利孔81公厘火箭等。
首架验证机于1983年首飞，1986年英国，意大利，荷兰及西班牙政府曾签署谅解备忘录以寻求合作在猫鼬基础上发展一型“欧洲武装直升机”，既“A129 Tonal"。重点为动力系统、电子设备升级，可收放起落架和武器承载能力的提升。然而1990年英国政府转投阿帕奇使计划最终搁浅，其他欧洲国家纷纷追随英国脚步或将目光投向后来居上的虎式攻击直升机。意本国订单也从最初60架减为45架。阿古斯塔利用已有基础独自发展国际型开拓市场，国际型拥有20mm M197加特林機炮和地狱火的发射能力以弥补其与阿帕奇之间的差距。尽管如此，轻小体型确实地限制了猫鼬的后续发展。A129外销成绩乏善可陈，除土耳其一家之外再无其他。
A129于20世纪九十年代初量产并装备意大利陆军，猫鼬伴随意大利军队参与了索马里(1993)、安哥拉，阿尔巴尼亚(1997)科索沃（1998-2000）等地的军事行动。以上成功经历也最终成为说服陆军更新改装初期型号的重要筹码，意陆军追加订购了15架新型多用途A129 CBT（现已修改代号为A129 EES 既攻击侦察直升机）并于2002年与奥古斯塔签署了现有45架猫鼬的CBT改装合同。CBT（Combat）型虽然动力系统沿用羅爾斯羅伊斯RR1004但采用了多数国际型的改进措施，包括更新电子设备，70mm九头蛇火箭、地狱火反坦克导弹，毒刺、西北风空对空导弹发射能力，加装机鼻20mm加特林机炮，更换五叶桨等等。

## 衍生型

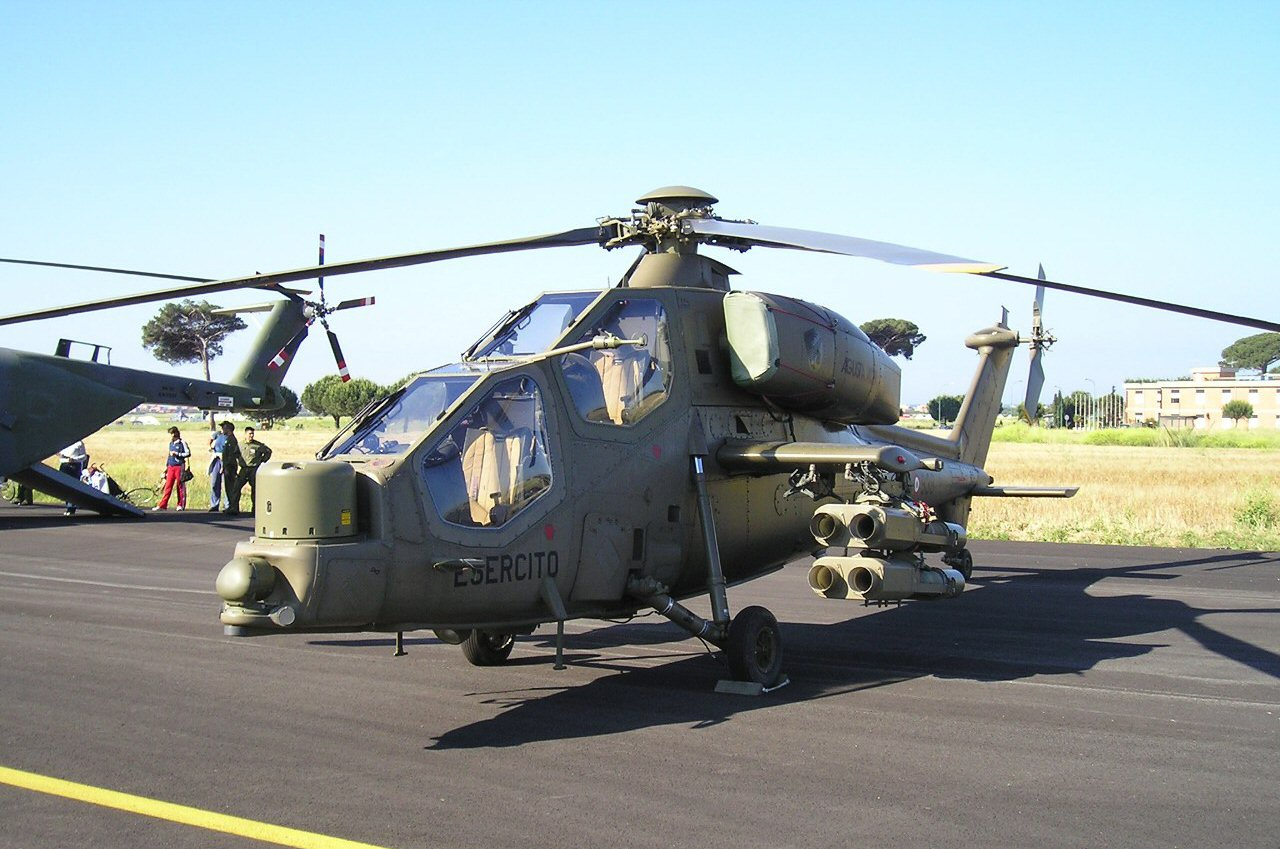
Agusta A129 Mangusta

### 生产型
- A129 Mangusta
- A129 CBT(ComBaT)
- A129 International
- T129（英语：TAI/AgustaWestland T129） - 土耳其外销版。[1]

### 取消
- A129 LBH
- A129 Multi-Role
- A129 Scout
- A129 Shipboard
- Tonal

### 代号
AH-129A
AH-129C
AH-129D

## 使用國
- 義大利
  - 義大利陸軍：30架[3]。
- 土耳其：土耳其版本為T129攻擊直升機（英语：TAI/AgustaWestland T129 ATAK）。
  - 土耳其陸軍
  - 土耳其憲兵（英语：Gendarmerie General Command）：13架。
- 菲律賓：菲律賓版本為T129攻擊直升機（英语：TAI/AgustaWestland T129 ATAK）。
  - 菲律賓空軍：6架[4]。

## 技術規格
参考资料：Augusta Westland A129 Technical Data
基本信息
- 机组：2Rotor systems: 4 刀葉

性能
武器

- 機槍：

  - 1門20毫米 (0.787英吋) M197加特林機炮（TM197B輕型機炮系統中的三管加特林機炮，500發備彈，僅限CBT版本。）
  - 2具FN HMP 12.7毫米(0.50英吋)M3M重機槍筴艙（英语：Gun pod）
- 火箭彈：

  - 38枚81毫米（3.19英吋）無導引火箭彈或76枚70毫米（2.75英吋）無導引火箭彈
- 飛彈：

  - 8枚BGM-71 TOW、AGM-114地獄火或拉斐爾長釘-ER反戰車飛彈
  - 4-8枚AIM-92刺針或西北風空對空飛彈